# Stora Flat
Stora Flat är en sjö i Årjängs kommun i Värmland och ingår i Göta älvs huvudavrinningsområde. Sjön är 10 meter djup, har en yta på 0,818 kvadratkilometer och befinner sig 183,9 meter över havet. Stora Flat ligger i Flatsmossen Natura 2000-område. Sjön avvattnas av vattendraget Fårnåsälven (Kroksälven). Vid provfiske har abborre, gädda, löja och mört fångats i sjön.

## Delavrinningsområde
Stora Flat ingår i det delavrinningsområde (661817-128302) som SMHI kallar för Inloppet i Lilla Kroktjärn. Medelhöjden är 222 meter över havet och ytan är 14,17 kvadratkilometer. Det finns inga avrinningsområden uppströms utan avrinningsområdet är högsta punkten. Fårnåsälven (Kroksälven) som avvattnar avrinningsområdet har biflödesordning 4, vilket innebär att vattnet flödar genom totalt 4 vattendrag innan det når havet efter 286 kilometer. Avrinningsområdet består mestadels av skog (78 procent) och sankmarker (14 procent). Avrinningsområdet har 0,98 kvadratkilometer vattenytor vilket ger det en sjöprocent på 6,9 procent.